# Districtul Viseu
Districtul Viseu (portugheză Distrito de Viseu) este un district în nordul Portugaliei, cu reședința în Viseu. Are o populație de 394 427 locuitori și suprafață de 5 007 km².

## Municipii
- Armamar
- Carregal do Sal
- Castro Daire
- Cinfães
- Lamego
- Mangualde
- Moimenta da Beira
- Mortágua
- Nelas
- Oliveira de Frades
- Penalva do Castelo
- Penedono
- Resende
- Santa Comba Dão
- São João da Pesqueira
- São Pedro do Sul
- Sátão
- Sernancelhe
- Tabuaço
- Tarouca
- Tondela
- Vila Nova de Paiva
- Viseu
- Vouzela

1. ↑  Lamego - Raízes Históricas[*] Verificați valoarea |titlelink= (ajutor)